# Riverhead, Kent
Riverhead är en ort och civil parish i grevskapet Kent i sydöstra England. Orten ligger i distriktet Sevenoaks och utgör en nordvästlig förort till Sevenoaks. Civil parishen hade 2 629 invånare vid folkräkningen år 2021.